# Val Sorda
La Val Sorda è una piccola valle dell'Appennino ligure-lombardo, in provincia di Pavia. È formata dal rile Zuso, che nasce nei pressi di Mornico Losana. La valle termina quando quest'ultimo rile confluisce nel torrente Verzate nei pressi di Torricella Verzate. La Val Sorda vede, come principale cultura, la vite, date anche le numerose aziende agricole situate nel territorio. 
La valle è attraversata dalla Strada Provinciale 139, su questa sono situate diverse frazioni, quali: Valsorda (Frazione di Mornico Losana), Casa Guarnone  (Frazione di Mornico Losana), Ronchi (Frazione di Mornico Losana), Casa Bibi (Località di Santa Giuletta), San Lazzaro (Località di Torricella Verzate). 
La valle si divide nei pressi di Torricella Verzate in due vallate ben distinte, la Val Sorda, sopra indicata e la valle del torrente Verzate, che si snoda tra la collina ove è situato Montalto Pavese e Mornico Losana. 